# Norman de Garis Davies
Norman de Garis Davies (* 14. September 1865 in Großbritannien; † 4. November 1941 in Oxford) war ein britischer Ägyptologe. Von 1907 bis 1934 war er Leiter der graphischen Abteilung der Ägypten-Expedition des Metropolitan Museum of Art.

## Ausbildung und frühe Jahre
Sein Vater war Reverend J. D. Davies und seine Mutter kam aus der Familie de Garis von der Insel Guernsey. Mit einem Stipendium der Dr. William’s Library Stiftung in London begann Norman sein Studium der Theologie an der Universität von Glasgow, das er mit dem M.A. (Master of Art 1889) und B. D. (Bachelor of Divinity 1891) abschloss. Mit einem Stipendium dieser Universität ging er an die Universität Marburg, die seit 1880 als Ort moderner Theologie galt.
Zurück in England arbeitete er als Pastor der Albion Congregational Church in Ashton-under-Lyne (Lancashire). Hier lernte er Kate Bradbury kennen, die mit Amelia Edwards befreundet war und später Francis Llewellyn Griffith heiratete, und bekam so Kontakt zum Egypt Exploration Fund (EEF) und der Ägyptologie. Bald darauf gab er seine Stelle als Pastor auf.

## Arbeit für den Archeolocial Survey of Egypt (ASE) 1897–1907
Obwohl Norman de Garis Davies keine künstlerische Ausbildung hatte, sandte ihn Francis Llewellyn Griffith für den Egypt Exploration Fund 1898 als Zeichner für die dortige Ausgrabung von Flinders Petrie nach Dendera. Hier bewies Davies nicht nur seine zeichnerische Begabung im Kopieren der Inschriften, sondern grub laut Petrie auch viele der am östlichsten gelegenen Mastabas aus.
Ziel des Archeological Survey war es, die antiken Denkmäler des Niltales aufzunehmen und die ausgewählten Monumente in bestmöglicher Qualität zu dokumentieren. Davies Arbeit war so gut, dass er von Griffith mit der Bestandsaufnahme weiterer Gräber beauftragt wurde. Norman war von kleiner Statur, besaß jedoch eine enorme Energie, mit der er später außerordentliche Vorhaben anging, die selbst größere Männer entmutigt hätten.

### In Sakkara – Sheikh Said – Deir el-Gebrawi
Im Herbst 1895 hatte Flinders Petrie für die British School of Archaeology in Egypt von Jacques de Morgan vom Antiquitätendienst die Erlaubnis erhalten, die Reliefs in der Mastaba von Ptahhotep in Sakkara zu kopieren. Emil Brugsch ließ den Eingang räumen und erlaubte den beiden Künstlerinnen R. E. F. Paget und A. A. Pirie im ehemaligen Haus von Auguste Mariette zu wohnen. Als nun die Zeichnungen vorlagen, bat James E. Quibell im Frühjahr 1896 Francis Llewellyn Griffith um eine Beschreibung von 10 der Abbildungen für eine Veröffentlichung. Weil die Künstlerinnen von den vier Kammern der Mastaba lediglich Kopien der innersten Kammer anfertigen konnten, beauftragte Griffith für die Wintersaison 1898 Norman de Garis Davies mit der Bestandsaufnahme dieser Mastaba. Davies benötigte allein für die Freilegung aus dem Sand von Dezember 1898 bis Mai 1899, da der von Mariette erstellte Plan sich als irreführend erwies. Die Doppelmastaba des Ptahhotep stammt aus der 5. Dynastie (um 2350 v. Chr.). Sie wurde für den Wesir Achethotep und seinen Sohn Ptahhotep errichtet, dessen besser erhaltene Räume ihr den Namen gaben. Ptahhotep war Wesir und Hoher Richter sowie Priestervorsteher. Entsprechend ihrem Stand war die Ausschmückung der Mastaba von hoher Qualität. Sie ist unter anderem dadurch interessant, dass sie aufzeigt, wie anhand von Gitterlinien die Proportionen der Figuren festgelegt wurden. Nicht alle Reliefs wurden vollendet, so dass die verschiedenen Stadien der Entstehung verfolgt werden können. Die Decke der Grabkammer ist aus Stein, der als Stämme von Palmen behauen wurde. In den zahlreichen Abbildungen der Mastaba von Ptahhotep werden schöne Szenen des Alltagslebens dargestellt, wie z. B. Jagd, Fischfang, Sport, Landwirtschaft und Opferung an die Götter. Davies dokumentierte jetzt, dass die Reliefs an den Wänden noch „exquisit in Farbe“ waren, sie jedoch durch Abdrücke und feuchte Papierabklatsche bereits einiges von ihrer Schönheit verloren hatten. Lediglich die Gemälde an den Scheintüren hatten ihre Farben bewahrt, weil sie nicht als Relief erstellt worden waren.
Im 2006 eröffneten Imhotep-Museum in Sakkara befindet sich eine beschädigte Holz-Statue von Ptahhotep, die den Kopf mit stolzem Gesichtsausdruck sehr schön darstellt.

Westl. Kapelle Mastaba Ptahhotep in Sakkara (Foto um 1900)
Farbige Hieroglyphen aus dem Grab Ptahhotep in Sakkara
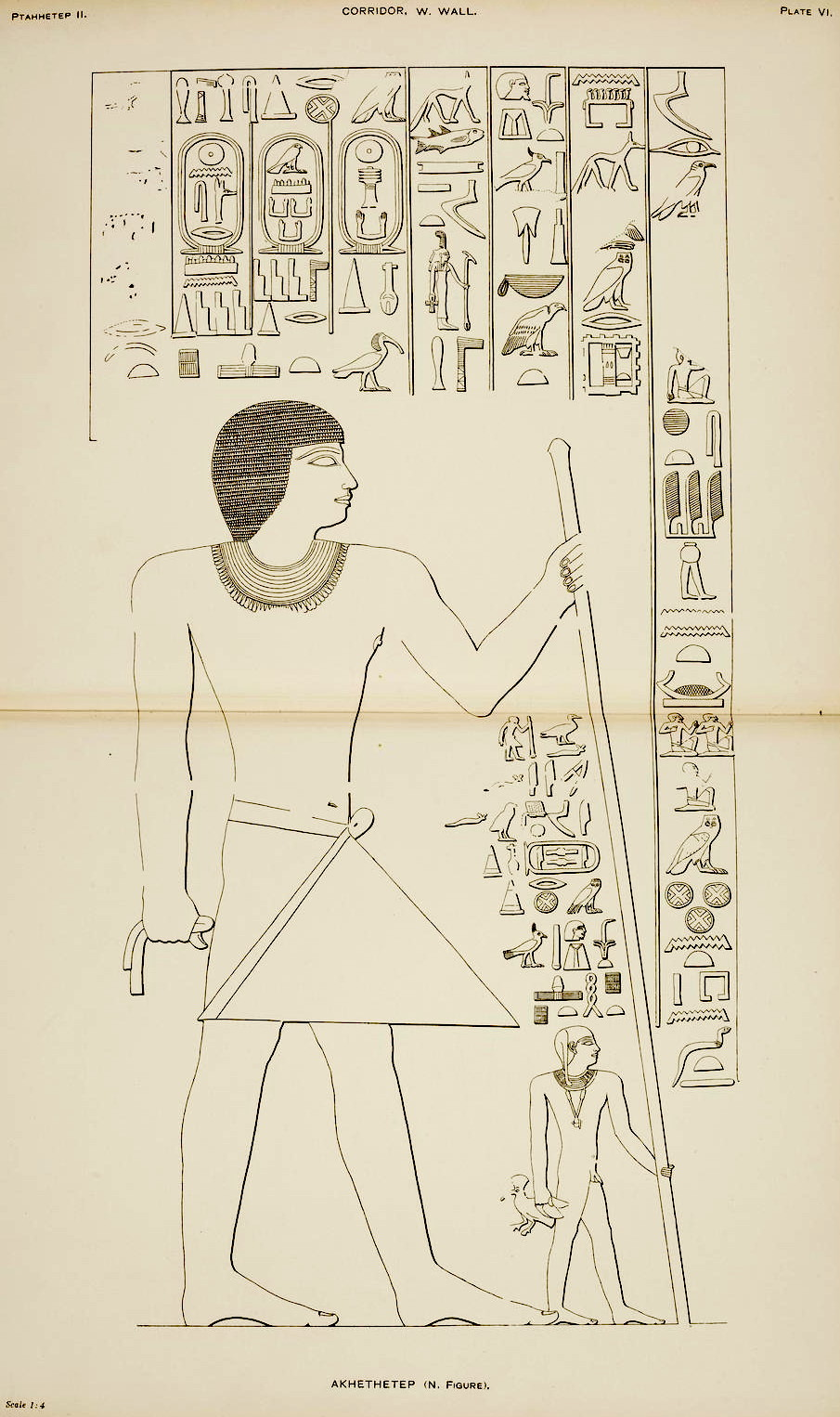
Zeichnung Davies von Achethotep Mastaba in Sakkara
Kapelle von Ptahhotep in Sakkara Süd- und Nordhälfte

An der nördlichen Grenze der alten Stadt Armana, dort wo die Felsen der Ostwüste an den Nil stoßen, befindet sich das Grab des islamischen Heiligen Shaykh Said. Dieser Name wird seit Karl Richard Lepsius als Bezeichnung benutzt für ein archäologisches Gelände, das sich etwa 2 km weiter nördlich befindet. Weil das Gelände für den Bau von Mastabas ungeeignet war, wurden hier die Gräber in den Fels des Berges hineingehauen. In der Nekropole von El-Sheikh Said wurden Gaufürsten der V. und VI. Dynastie sowie hohe Beamte des 15. oberägyptischen Gaues (Hasen-Gau) mit ihrer auf der andern Nilseite liegenden Hauptstadt Hermopolis in Felsgräbern bestattet. Hier kommt bei Norman de Garis Davies jetzt Griffith Maxime zum Tragen, bereits verfügbare Quellen, wie z. B. die Beschreibungen früherer Reisender als Hintergrundmaterial mit einbeziehen. Lepsius hatte 1843 die Inschriften des Grabes von Tehutinekht kopiert, von denen bei Davies Besuch nur noch Fragmente erhalten waren, sowie Teile der Stelen von Uau und Imhotep, die bei Davies Untersuchung bereits verschwunden waren. Émile Prisse d’Avesnes besuchte die Gräber im gleichen Jahr und kopierte die Stele von Meru mit dem anschließenden Relief und den Titeln, sowie denen von Urarna. Dies war interessant, weil er Meru den Titel Governor of the House of Teta zuschreibt, der bei Lepsius fehlte. Flinders Petrie und Francis Llewellyn Griffith besuchten die Gräber 1887 und Petrie erwähnt sie in seinem Buch A season in Egypt. Percy und John Newberry sowie Howard Carter hatten hier 1893 ihr Camp aufgeschlagen in Erwartung einer Grabungslizenz für Tell el-Armana, die Jacques de Morgan, der damalige Leiter des Service d'Antiquités, jedoch verweigerte und welche der EFF erst für Norman de Garis Davies von Gaston Maspero erhielt. Davies beschäftigte sich in El-Shaik Said mit den größeren Gräbern. Insgesamt listete er 102 Gräber auf, die terrassenförmig in verschiedenen Höhen liegen und teilweise nur mit Leitern erreichbar waren. Davies beschreibt sie „wie Vogelnester an einer Felswand“. Durch die Erosion waren die meisten in schlechtem Zustand.
Die Hauptstadt des 15. Nome war el-Ashmunein (Hermopolis) auf der Westseite des Nils. Die Nekropole von el-Sheikh Said ist deshalb interessant, weil von der Provinzhauptstadt nichts erhalten geblieben ist und es sich hier um die frühesten Felsengräber handelt. Ausführlich dokumentierte Davies die Gräber Nr. 15, 18, 19, 20, 24 und 25.
Nachdem Davies seine Arbeit in Sheik Said beendet hatte, verlegte er sein Camp am 23. Februar 1900 nach Deir el-Gebrawi, einer entlegenen Ecke des Niltals. Das winzige Dorf Deir el-Gebrawi war einzig von Kopten bewohnt und erschien ihm wenig ansprechend, so dass er sich auf dem Gipfel des Hügels im unbeschrifteten Grab Nr. 10 häuslich einrichtete. So fühlte er sich ungestört und konnte sich ganz der Arbeit widmen.
Anthony Charles Harris (1790–1869) ein britischer Kaufmann und Antikensammler in Alexandria, hatte die Gräber 1850 wiederentdeckt. Auch John Gardner Wilkinson besuchte die Nekropole um 1855 und seine Tagebücher enthalten Kopien aus dem Grab des Zau. Seit diesem Besuch wurden die Gräber mit Beni Mohammed el Kufur assoziiert, obwohl das Dorf einige Meilen entfernt ist. 1886 suchten Flinders Petrie und Francis Llewellyn Griffith die Gräber auf und 1890 publizierte Archibald Henry Sayce die Inschriften des Grabes von Zau. Im Winter 1892/93 kopierte Percy Newberry für den Archeological Survey die Gräber von Zau und dessen Sohn Aba und beschrieb die Fragmente. Seine Arbeit blieb jedoch unveröffentlicht. Glücklicherweise besuchte John Newberry, ein Architekt, seinen Bruder dort auf der Weiterreise zu Edouard Naville nach Deir el-Bahari und zeichnete einige exzellente Pläne von den beschrifteten Gräbern, auf die Norman de Garis Davies zurückgreifen konnte. Denn 1893 wurden die Grabschächte von Einheimischen zerstört und der Schutt gegen die verzierten Wände aufgetürmt, so dass er sich gerne dort bediente und das auch jeweils ausführlich erwähnt.
Über den 12. Nomen ist wenig bekannt und Davies konnte aus Fragmenten den Namen Net-en-bek (city of the hawk) oder Per-ho-nub (city of the golden hawk) entnehmen. Die Hauptstadt oder deren Lage konnte Davies nicht nachweisen. Neben der Verehrung von Horus gab es auch nach den Listen auch einen Mati-, eine Art Hathor-Kult. Mati wurde besonders im Alten Reich verehrt. Erwähnt wird König Neferkara (= Pepi II.) aus der VI. Dynastie (2278–2184 v. Chr.) oder der 7. und 8. Dynastie mit verschiedenen Königen, darunter Neferkara (2200–2168 v. Chr.)
Von den 52 Gräbern der Südgruppe beschreibt Davies ausführlich die der Erbprinzen Aba und Zau, Vater des Aba.
Nr. 8 = ABA war erpati hatio (Erbprinz) und Sohn des ZAU. 40 Titel sind aufgeführt sowie Ehefrau und Kinder
Nr. 12 = ZAU SHMAA war erpati hatio (Erbprinz) und Vater von ABA. 23 Titel sind aufgeführt sowie Ehefrau und Kinder mit einem Sohn namens ZAU.
Nr. 14 = UHA ?
Nr. 16 = TEKHYT
Nr. 28 = SENEBSEN
Nr. 33 = MERUT
Nr. 41 = NEFER-TET-WA
Nr. 42 = NEFER-nef-KHETU
Von den 104 Gräbern der Nordgruppe benannte und beschreibt Davies
Nr. 38 = NEBAB das Grab liegt östlich von Nr. 39 und die Zwischenmauer ist zur Hälfte eingebrochen. Die Namen der Familie konnten nicht mehr entziffert werden.
Nr. 39 = HENQU-KHETETA war ha-Prinz (?). 11 Titel sind aufgeführt sowie Ehefrau und Söhne.
Nr. 46 = ASA-RAHENEM Königl. Kanzler. 5 Titel sind aufgeführt sowie Ehefrau und 2 Söhne.
Nr. 67 = HENQU war erpati hatio (Erbprinz). 12 Titel sind aufgeführt sowie Ehefrau und Kinder
Nr. 72 = RAHENEM-ASA war erpati hatio (Erbprinz) 23 Titel sind aufgeführt sowie Ehefrau und Kinder

### In Tell el-Armana von 1903 bis 1907
Die zwei für die nichtkönigliche Oberschicht Amarnas angelegten Gräbergruppen der späten 18. Dynastie, befinden sich etwa 4 km von dem Großen Tempel der Central City entfernt, östlich der Stadt. Die Gräber Nr. 1–6 bilden die nördliche Gruppe, Nr. 7–25 gehören zur südlichen. Zwischen beiden Gruppen erstreckt sich etwas abseits, im Wadi Abu Hassah el-Bahari, die königliche Nekropole mit dem Königsgrab (Nr. 26) und den Gräbern Nr. 27–30. Die Nordgräber liegen im Kalksteingebirge, „am steilen Abhange von ca. 85 m Höhe des eigentlichen Wüstenbergrandes in halber Höhe“, die Südgräber „am Westrande eines dem Hauptabhange vorgelagerten flachen Felsenzuges“. Die berühmten Gräber einer Reihe von höheren Provinzbeamten der späten 5. und der 6. Dynastie waren in den folgenden fünf Jahren der Arbeitsbereich von Davies.
In den Beamtengräbern von Amarna konnte eine Bestattung anhand von Grabbeigaben oder einer Mumie in keinem Fall nachgewiesen werden. Viele der Gräber blieben unvollendet und nur einige sind mit Inschriften versehen, was wohl mit dem Ende der Herrschaft Echnatons zu tun hat. Der Sonnenhymnus an Aton aus der Zeit des Echnatons ist in Grab des Eje (Ay) erhalten. Dieser wurde zum ersten Mal von Urbain Bouriant im Jahr 1884 publiziert. Durch das erneute Kopieren von Norman de Garis Davies 1908 konnten Verbesserungen des Textes erarbeitet werden. Es wurden noch fünf kürzere Hymnen an Aton gefunden: im Grab Nr. 4 von Meryre I, Nr. 8 von Tutu, Nr. 9 von Mahu, Nr. 10 von Ipi (Apy) und Nr. 23 von Any.
Für die dreiundvierzig von Norman de Garis Davies mit Grundrissen publizierten Beamtengräber in Armana, welche von 1903 bis 1908 veröffentlicht wurden, erhielt er 1912 die Leibniz-Medaille der Königlich-Preußischen Akademie der Wissenschaften in Berlin.
Obwohl Davies Field-Director / Survey-Projektleiter des Archeological Survey war, wurde er jeweils nur Saison für Saison beschäftigt, was ihm nicht die finanzielle Sicherheit gab, die er eigentlich suchte. Zwischen 1905 und 1907 arbeitete Davies auch für George Andrew Reisner in Gizeh und James Henry Breasted in Nubien.
1906 lernte Davies Anna (genannt Nina) Macpherson Cummings kennen, die Freunde in Alexandria besuchte und sich auch antike Stätten anschaute. Sie verlobten sich bald darauf. Im Frühjahr 1907 wurde Davies von Albert Lythgoe, der 1906 Kurator der neu gegründeten ägyptischen Abteilung des Metropolitan Museums in New York geworden war, eine Anstellung als Leiter der graphischen Abteilung der Ägypten-Expedition des Metropolitan Museum of Art angeboten, so dass Norman und Nina am 8. Oktober 1907 in der Emmanuel Church Hampstead in London heirateten. Kurz danach reisten sie gemeinsam nach Ägypten, wo seine Frau unter ihrem neuen Namen Nina de Garis Davies ihn in seiner Arbeit unterstützte.

## Leiter der graphischen Abteilung der Ägypten-Expedition des Metropolitan Museum of Art von 1907 bis 1939
Lythgoes Hauptanliegen war, die geschmückten Gräber der Adligen und höheren Beamten der 18. und 19. Dynastie in Theben-West zu dokumentieren und das sollte die Lebensaufgabe von Norman de Garis Davies und seiner Ehefrau Nina werden. Von nun an war das Künstler-Ehepaar unzertrennlich. Nina de Garis Davies (manchmal signierte sie mit Nina Cummings) hatte Kunst studiert, so dass sie gleich nach ihrer Ankunft in Theben ihren Ehemann bei dessen Arbeit unterstützte, obwohl sie nicht offiziell angestellt war. Ihre ersten Zeichnungen für das Metropolitan Museum of Art sind von 1908 aus dem Grab von Djehuti TT45 in Scheich Abd el-Qurna. Alan H. Gardiner sah Ninas Arbeiten und war davon so beeindruckt, dass er mit ihr 1909 vereinbarte, so viele Bilder von ihr zu kaufen, wie er Geld dafür erübrigen konnte. Erst mit der Saison 1913 bis 1914 gelang es Davies, seine Frau als Teilzeitkraft für das MMA anzustellen.
Siehe auch: → Hauptartikel Nina de Garis Davies
Inzwischen hatte auch das Metropolitan Museum of Art ein Grabungshaus in al-Asasif für die Expeditionsteilnehmer gebaut, das 1912/13 bezogen werden konnte und als „Metropolitan House“ bekannt wurde. Hier lebten auch Norman und Nina de Garis Davies während der Wintersaison.

### Die Thebanische Grab-Serie mit Alan H. Gardiner
Als Norman de Garis Davies den Egyptian Exploration Fund/Society verließ, teilte er dem EEF mit, dass er versuchen wolle, ihnen einen Teil seiner Arbeit in den Gräbern von Theben-West – soweit es seine Zeit erlaube – für eine eigene Veröffentlichung zur Verfügung zu stellen. Das erste Ergebnis dieser Zusammenarbeit war Five Theban Tombs.
Alan Gardiner interessierte sich als Linguist und Ägyptologe sehr für die Inschriften der Gräber und konnte Norman und Nina de Garis Davies dafür gewinnen, gemeinsam für den EEF, ein Grab zu beschreiben und die Inschriften und Wand-Gemälde zu kopieren. Daraus entstand die berühmt gewordene Theben Tomb Serie (TTS) in fünf Ausgaben der Memoirs des EEF von 1915 bis 1933.

### Robb de Peyster Tytus Memorial Serie (RPTMS)
1914 richtete Charlotte M. Tytus zum Gedenken an ihren Sohn den Robb de Peyster Tytus memorial fund ein. Aus diesem erhielt die graphische Abteilung der Ägypten-Expedition des Metropolitan Museum of Art 5 Jahre lang $15.000, die u. a. dafür verwendet wurden, eine Folio-Ausgabe in fünf Bänden über die bedeutendsten Gräber in Theben-West herauszugeben. Für diese Aufgabe arbeiteten neben seiner Ehefrau Nina auch andere Künstler, wie Charles K. Wilkinson und H. R. Hopgood in den Gräbern der Noblen. Diese Luxus-Auflage mit Lederrücken war auf 500 Stück limitiert und wurde auf handgemachtem Van Gelder Papier gedruckt.

## Noch einmal Beni Hasan und Amarna für die Egypt Exploration Society
Für die Saison 1926–27 erhielten Norman und Nina die Erlaubnis des MMA, der Egypt Exploration Society in Tell el-Amarna zu helfen, die dort seit 1921 grub. Henri Frankfort begann mit seinen Ausgrabungen im November 1926. Charles K. Wilkinson, der seit 1920 der graphischen Abteilung des Metropolitan Museums angehörte, machte eine Reihe von Vorab-Zeichnungen, während Norman und Nina Farbkopien erstellten. Diese Arbeit resultierte in dem Buch: The Mural Painting of el-‘Amarna, das Henri Frankfort 1929 herausgab und zu dem Norman ein Kapitel beisteuerte. Nina veröffentlichte darin ihre Farbkopien der Fresken im nördlichen Palast und gemeinsam waren sie mit weiteren Zeichnungen vertreten. Die Fresken wurden später abgenommen und die Fragmente in das Museum in Kairo gebracht.
1931–32 arbeiteten sie noch einmal zwei Monate in Beni Hasan, hauptsächlich damit Nina einige der wichtigsten Darstellungen im Grab von Chnumhotep II. kopieren konnte.
Für das Metropolitan Museum of Art wurde Davies jährlicher Bericht im Bulletin veröffentlicht unter The graphic work of the Expedition. Hier beschreibt er den Zustand der Gräber und deren Ausschmückung – manchmal auch einzelne Figuren. Über den Fortschritt der Ausgrabungen legte Herbert E. Winlock in einem separaten Beitrag Rechenschaft ab.
Im Alter von über 70 Jahren gab Norman de Garis Davies 1939 die aktive Feldarbeit auf. Er bereitete jedoch weitere Publikationen vor aus dem Material, das sich während der langen Jahre in Ägypten angehäuft hatte und noch immer von Interesse für die Ägyptologen war.
Norman de Garis Davies verstarb im Schlaf an Herzversagen in Oxford am 4. November 1941.
Während des Zweiten Weltkriegs beschäftigte sich Nina mit den Vorbereitungen für Normans Publikation des Tempels von Hibis. Sie stellte das Material zusammen und ließ die Zeichnungen fotografieren. Schließlich sandte sie alles an das Metropolitan Museum. In deren Veröffentlichung 1953 fand ihre Vorarbeit keinerlei Erwähnung.
Nina vermachte Normans ägyptische Sammlung dem Ashmolean Museum in Oxford und seine Bücher dem University College, London. Seine schriftlichen Unterlagen gingen an das Griffith Institute.

„Die Werke dieses Künstler-Ägyptologenpaares gehören ohne Frage zu dem Feinsten, was die Kunst des Kopisten zu leisten vermag. In der Genauigkeit der Strichführung und vor allem der Zartheit der Farbwiedergabe sind ihre Werke bis heute von keinem technischen Aufnahmeverfahren erreicht, von der „Seele“ einer jahrelangen Einfühlung in das Wesen und die Technik altägyptischer Malerei ganz zu schweigen.“

## Veröffentlichungen
Gräber von Sakkara – Sheikh Said – Deir el-Gebrawi
- The mastaba of Ptahhetep and Akhethetep at Saqqareh (= Memoir of the Archaeological Survey of Egypt. Band 8–9). Egypt Exploration Fund, London.
  - Part 1. The chapel of Ptahhetep and the hieroglyphs. 1900 (Digitalisat).
  - Part 2. The mastaba. The sculptures of Akhethetep. 1900 (Digitalisat).
- The rock tombs of Sheikh Saïd (= Memoir of the Archaeological Survey of Egypt. Band 10). Egypt Exploration Fund, London. 1901 (Digitalisat).
- The rock tombs of Deir el Gebrâwi (= Memoir of the Archaeological Survey of Egypt. Band 11–12). Egypt Exploration Fund, London
  - Part 1. Tomb of the Aba and smaller tombs of the southern group. 1902 (Digitalisat).
  - Part 2. Tomb of Zau and tombs of the northern group. 1902 (Digitalisat).

Gräber von Amarna
- The Rock Tombs of El-Amarna (= Memoir of the Archaeological Survey of Egypt. Band 13–18). Egypt Exploration Fund, London
  - Part 1. The Tomb of Meryra. 1903 (Digitalisat).
  - Part 2. The Tombs of Panehesy and Meryra II. 1905 (Digitalisat).
  - Part 3. The Tombs of Huya and Ahmes. 1905 (Digitalisat)
  - Part 4. Tombs of Penthu, Mahu, and others. 1906 (Digitalisat).
  - Part 5. Smaller Tombs and Boundary Stelae. 1908 (Digitalisat).
  - Part 6. Tombs of Parennefer, Tutu and Aÿ. 1908 (Digitalisat).
    - Nachdruck in drei Bänden: Norman de Garis Davies: The Rock Tombs of El Amarna. The Egypt Exploration Society, London 2004.
      - Teil I & II: The tombs of Meryra, Panehesy and Meryra II. ISBN 0-85698-159-1.
      - Teil III & IV: The tombs of Huya, Ahmes, Pentu, Mahu and others. ISBN 0-85698-160-5.
      - Teil V & VI: The smaller tombs, the boundary stelae and the tombs of Parennefer, Tutu and Ay. ISBN 0-85698-161-3.

Gräber von Theben
Norman De Garis Davies. Robb de Peyster Tytus Memorial Series. Herausgeber: The Metropolitan Museum of Art, New York 1917–27. Elephant folio (15-1/2 by 20 inches).
- Band I: The Tomb of Nakht at Thebes. (Digitalisat)
- Band II: The Tomb of Puyemre at Thebes. Teil I: The Hall of Memories.
- Band III: The Tomb of Puyemre at Thebes. Teil II: The Chapels of Hope.
- Band IV: The Tomb of Two Sculptors at Thebes. (Digitalisat)
- Band V: The Ramesside Tombs at Thebes.

The Theban Tombs Series (TTS). The Egypt Exploration Society, London.
- First and introductory memoir 1915: The Tomb of Amenemhet (TT 82) copied in line and colour by Nina de Garis Davies and with explanatory text by Alan H. Gardiner, D. Litt., 132pp., + XLVI plates (three in colour + colour frontis), (1915, Reprinted Lithographically 1973).
- Second memoir 1920: The Tomb of Antefoker vizier of Sesostris I, and of His Wife, Senet (TT 60) with a chapter by Alan H. Gardiner, illustrated by six plates in colour by Nina de Garis Davies and by forty-two plates in line and collotype. 40pp., + XXXVI plates. 1920.
- Third memoir 1923: The Tombs of two officials of Tuthmosis the Fourth (TT 75 and 90) illustrated by four plates in colour by nina de Garis Davies and by thirty-four plates in line and collotype. 46pp., + XXXVIII plates. 1923.
- Fourth memoir 1926: The Tomb of Huy, viceroy of Nubia in the reign of Tut'ankhamun (TT 40) copied in line and colour by Nina de Garis Davies and with explanatory text by Alan H. Gardiner. 1926.
- Fifth memoir 1933: The Tombs of Menkheperrasonb, Amenmose and Another (TT 86, 112, 42, 226), with a frontispiece in colour and line plates by Nina de Garis Davies and with an explanatory text by Norman de Garis Davies. 48pp., + XLVI plates. 1933.

- (1913a) Five Theban Tombs, being those of Mentuherkhepeshef, User, Daga, Nehemewäy and Tati. William Clowes and Sons, London.
- (1913b) The tomb of Senmen, brother of Senmut. In: Proceedings of the Society of Biblical Archaeology. Band 35, 1913, S. 282–285.
- (1917) The Tomb of Nakht at Thebes. Metropolitan Museum of Art, New York.
- (1922) The Tomb of Puyemrê at Thebe, Vol. I. Metropolitan Museum of Art, New York.
- (1923a) The Tomb of Puyemrê at Thebes, Vol. II. Metropolitan Museum of Art, New York.
- (1923b) The Tombs of Two Officials of Tuthmosis the forth. William Clowes and Sons, London.
- (1926) The Tomb of Huy. The Egypt Exploration Society, London.
- (1927) Two Ramesside Tombs at Thebes. The Metropolitan Museum of Art, New York.
- (1933a) The Tombs of Menkheperrasonb, Amenmosě and another. The Egypt Exploration Society, London.
- (1933b) The Tomb of Nefer-hotep at Thebes. Vols. I & II. The Metropolitan Museum of Art Egyptian Expedition, New York.
- 1941 The tomb of the vizier Ramose. Based on preliminary work by the late T. E. Peet and illustrated with the help of H. Burton, Nina M. Davies, W. B. Emery, and G. S. Mileham. Printed at the charges of Lady Mond and published by the Egypt Exploration Society. (Digitalisat)
- 1943 The tomb of Rekh-mi-rê at Thebes. The Metropolitan Museum of Art, New York.

sonstiges
- Seven private tombs at Kurnah. Band 2: Mond excavations at Thebes. The Egypt Exploration Society, London 1948. (Digitalisat)
- A Corpus of Inscribed Egyptian Funerary Cones. Edited by M. F. Laming MacAdam. Teil I: Plates. Printed for the Griffith Institute at the University Press, Oxford 1957
- The Temple of Hibis in el Khargeh Oasis. Part III The Decoration. Metropolitan Museum of Art, New York 1953 (Digitalisat).